# Клюков Мох
Клюков Мох — опустевший поселок в Новозыбковском городском округе Брянской области.

## География
Находится в западной части Брянской области на расстоянии приблизительно 4 км на север-северо-восток по прямой от районного центра города Новозыбков.

## История
Известен был с 1926 года. В 1941 году отмечено 19 дворов. В советское время работал колхоз «Победа». До 2019 года входил в Замишевское сельское поселение Новозыбковского района до их упразднения.

## Население
Численность населения: приблизительно 90 человек (1926 год), приблизительно 40 (1989), 3 человека в 2002 году (русские 100 %), 4 в 2010.